# Вертинский, Анатолий Ильич
Анато́лий Ильи́ч Верти́нский (бел. Анато́ль Ільі́ч Вярці́нскі; 18 ноября 1931, д. Демешково, Лепельский район, Витебская область — 21 апреля 2022, Минск) — белорусский советский поэт, драматург, публицист, критик, переводчик. Лауреат Государственной премии Белорусской ССР (1988). Лауреат премии «Залаты апостраф» (2010). Член Союза писателей СССР (1964). Заслуженный работник культуры Белорусской ССР (1991).

## Биография
Родился в крестьянской семье в деревне Демешково (Лепельский район, Витебская область). В 1956 году окончил факультет журналистики Белорусского государственного университета имени В. И. Ленина, после чего работал в редакциях ряда газет; в 1962 году после переезда в Минск работал сначала в газете «Літаратура і мастацтва», затем в издательстве «Беларусь». В 1964 году вступил в Союз писателей БССР, с 1967 по 1982 год был секретарём правления этой организации, с 1986 по 1990 год возглавлял редакцию «Литературы и искусства». В 1989 году вступил в общественную организацию «ПЕН-центр». В 1990—1995 годах был депутатом Верховного совета Беларуси, членом его конституционной комиссии.

## Творчество
Первые его стихотворения появились в печати в 1950-х годах (студенческая газета «Беларускі універсітэт», газета «Чырвоная змена», журнал «Маладосць»). Первая поэма — «Песня о хлебе» (1962).
Автор книг стихов и поэм «Три тишины» (1966), «Человеческий знак» (1968), «Избранное» (1973), «Явление» (1975), «Время первых звёзд» (1976), «Ветряная» (1979), «Свет земной» (1981). В основе книг — темы современной жизни в её многогранных измерениях.
Наиболее значительные произведения — лиро-эпические поэмы. Поэмы «Заозерье» и «Дожинки» (1968) посвящены жизни послевоенного белорусского села. Лирическая поэма «Ночной берег» (1972), в которой утверждается необходимость сохранения гармонии во взаимоотношениях человека с природой, посвящена матери писателя, сельской труженице и лирико-философская поэма «Сколько лет, сколько зим!» (1979).
Произведениям А. Вертинского присущ высокий гражданский пафос, философичность, аналитичность. Поэт осмысливает «вечные» проблемы человеческого существования, моральные ценности жизни, прославляет духовное величие человека, обличает равнодушие и самодовольство.
Анатолий Вертинский отличается своей творческой манерой, способом поэтического выражения мыслей и ощущений. Это поэт ярко выраженной мысли, четко сформулированных рассуждений, выводов, вопросов.
Для композиционного построения стихов А. Вертинского характерно чередование, сопоставление различных сфер жизни. Часто и активно использует поэт повторы, синтаксический параллелизм, как средства для усиления художественной выразительности.
Анатолий Вертинский делает предметом поэтического осмысления абстрактные, общие понятия. В качестве поэтических образов А. Вертинский использует даже научные термины, как напр., в стихотворении «Дзве паралельныя прамыя». Но мир людей, их взаимоотношения, судьбы — вот что в первую очередь волнует и увлекает поэта.
В стихотворении «Дынамік» создан образ старой женщины, сыновья которой погибли на войне и которая доживает свой век в одиночестве. История о том, как у старой женщины испортился радиоприемник и она пошла к мастеру попросить о помощи, рассказана автором с чувственностью, обостренным сочувствием, и читатель тоже проникается этим чувством.
Рифма в стихах А. Вертинского определяется богатством созвучий, яркостью, контрастностью. На неё обычно падает логическое ударение в стихотворной строке, обращается наибольшее внимание:
«Нярэдка яшчэ, iлюзіям верачы,
прымаем за веліч мы манію велічы».
Звучание слов, сходство их звуковой оболочки как бы наглядно показывает возможность ошибиться, принять одно явление за другое. Отдельные стихи автора положены на музыку. По поэме «Сколько лет, сколько зим!» поставлен телеспектакль (1980).
А.Вертинский является автором сборника литературной критики и публицистики «Высокае неба ідэала» (1980) и книги публицистических заметок «Нью-Йоркская сірэна» (1987).
Написал ряд пьес для детей «Дзякуй, вялікі дзякуй» (1978, поставлена в 1974), «Скажы сваё імя, салдат» (1977, поставлена в 1975), "«Гефест — друг Праметэя» (1983, поставлена в 1984). В 1983 г. вышел сборник пьес под названием «Дзякуй, вялікі дзякуй».
Переводил на белорусский язык стихотворения и пьесы испанских, русских, украинских, литовских, латвийских, болгарских, польских, венгерских, кубинских писателей.

## Награды и премии
- Медаль «100 лет БНР» (2018, Рада Белорусской народной республики)[3].
- Заслуженный работник культуры Белорусской ССР (5 июля 1991) — за плодотворную литературную деятельность и активное участие в общественной жизни[4].
- Почётная грамота Президиума Верховного Совета Республики Беларусь (1 апреля 1996) — за большой личный вклад в развитие и расширение контактов между общественностью Беларуси и мировым сообществом[5].
- Лауреат Государственной премии БССР (1988) за книгу «Нью-Ёркская сірэна».
- Лауреат премии «Залаты апостраф» (2010).